# Лі Дань
Лі Дань (кит.: 李丹, нар. 19 вересня 1989) — китайська батутистка, бронзова призерка Олімпійських ігор 2016 року.

## Виступи на Олімпіадах
| Олімпіада           | Дисципліна | Місце |
| ------------------- | ---------- | ----- |
| Ріо-де-Жанейро 2016 | особисті   | 3     |

## Зовнішні посилання
- Лі Дань — олімпійська статистика на сайті Sports-Reference.com (англ.) (архівна версія)